# 甕泉信号場
甕泉信号場（オンチョンしんごうじょう）は、大韓民国慶尚北道安東市にある韓国鉄道公社（KORAIL）中央線の駅である。

## 歴史
- 1941年7月1日：甕泉駅（옹천역）として開業[1]。
- 2013年3月28日：文殊 - 麻仕間の新線への切り替えに伴い移設。旅客取扱を中止し、信号場となる。

## 隣の駅
韓国鉄道公社
中央線
栄州駅 - 甕泉信号場 - 安東駅